# Perovskita
La perovskita és un mineral format per òxid de calci i de titani, de fórmula CaTiO₃. Pertany al subgrup de la perovskita. El seu nom prové del mineralogista rus L. A. Perovski.
S'anomena també perovskita a l'estructura en què cristal·litzen un nombre considerable d'òxids ternaris (p.e. {\displaystyle CaTiO_{3}}, {\displaystyle GdFeO_{3}}). La seva forma més senzilla (perovskita simple) correspon al cas en què l'òxid ternari té fórmula general {\displaystyle ABC_{3}}, on {\displaystyle A} i {\displaystyle B} són cations i {\displaystyle C} és un anió (oxigen, fluor…). En aquest cas, els cations B es col·loquen en els vèrtexs d'un cub, els cations {\displaystyle A} en el centre del cub, i els anions {\displaystyle C} al punt mitjà de les arestes del cub. Això fa que els cations {\displaystyle B} estiguin envoltats de sis anions {\displaystyle C} formant un octàedre.
Segons la classificació de Nickel-Strunz, la perovskita pertany a «04.CC: Òxids amb relació Metall:Oxigen = 2:3, 3:5, i similars, amb cations de mida mitjana i gran» juntament amb els següents minerals: cromobismita, freudenbergita, grossita, clormayenita, yafsoanita, latrappita, lueshita, natroniobita, barioperovskita, lakargiita, megawita, loparita-(Ce), macedonita, tausonita, isolueshita, crichtonita, davidita-(Ce), davidita-(La), davidita-(Y), landauita, lindsleyita, loveringita, mathiasita, senaita, dessauita-(Y), cleusonita, gramaccioliita-(Y), diaoyudaoita, hawthorneita, hibonita, lindqvistita, magnetoplumbita, plumboferrita, yimengita, haggertyita, nežilovita, batiferrita, barioferrita, jeppeita, zenzenita i mengxianminita.